# Honda B series
La serie B de Honda son motores de cuatro cilindros en línea DOHC. Se instalaron en varios automóviles fabricados por Honda entre 1989 y 2001. Se vendió al mismo tiempo que la Serie D, con la diferencia de que estos últimos eran motores SOHC de única leva, pero diseñados como una opción más económica. La serie B se dirige más como una opción de rendimiento, con motores DOHC de doble árbol de levas, junto con el primer uso del sistema VTEC disponible en algunos modelos. La serie B y la variante B20B no deben ser confundidas con el anterior motor de Honda, el B20A introducido en 1985 y disponible en el Honda Prelude 2.0Si de 1986-1989, el Honda Vigor y Honda Accord. Aunque el B20A comparte algunos elementos de diseño y siendo ambos motores multiválvula de cuatro cilindros, la serie B y el B20A difieren sustancialmente en la arquitectura, lo suficiente como para ser considerados como motores de series diferentes.
Se produjeron versiones de 1.600 cc, 1.700 cc, 1.800 cc y 2.000 cc de cilindrada, con y sin VTEC (distribución variable y control electrónico de elevación). Los modelos más modernos tienen mejoras de menor importancia, incluyendo modificaciones en las válvulas y los puertos de admisión y en las tapas de pistón, junto con los inyectores de aceite individuales (en modelos B18C). Producen potencias entre 150 CV (110 kilovatios) y 200 CV (147 kilovatios), con algunos modelos capaces de alcanzar más de 8.500 rpm.
A pesar de que tiene muchas variaciones, el diseño básico difiere muy poco entre todos los motores de la serie B. En realidad, solo hay dos bloques que se utilizan para toda la serie. La principal diferencia entre ellos es la altura de la cubierta. El que se utiliza para los motores B16 y B17 (excepto para el B16B) tiene una altura de la cubierta de 203.9 mm mientras que el bloque alto que se utiliza para los motores B16B, B18 y B20 tiene una altura de la cubierta de 212 mm (8,3 pulgadas).
Los motores de serie B se han convertido en los motores de Honda más codiciados debido a su fiabilidad y su capacidad de producir una gran potencia en relación con su cilindrada. La principal ventaja de los motores de la serie B es también la capacidad de ser trasplantado (SWAP) en varios chasis de Honda, como el Honda Civic, el Honda Integra, el Honda CR-X o el Honda Accord. Lo mejor de todo es que los distribuidores de Honda y Acura en Estados Unidos, Japón y varios países más todavía tienen un gran número de repuestos en producción.
El motor B16 apareció en 6 modelos diferentes a lo largo de los años. Para identificar cualquier motor de la serie B, lleva el código de cada motor grabado en el bloque, bajo el distribuidor, junto a la transmisión. El código se compone de la letra B, seguido por dos números (que designa la cilindrada del motor) otra letra y un número final para motores de Europa y América. La especificación de los motores japoneses suelen designarse con una denominación alfanumérica de cuatro dígitos (no lleva un número final).  La serie B fue reemplazada en 2003 por la serie K que se instaló en casi todos los modelos de Honda.

## B16

### B16A SiR-I (Primera Generación)
La primera mecánica VTEC
- Encontrado en:
  - Honda Integra XSi (DA6/DA8) 1989-1993
  - Honda CR-X SiR (EF8) 1989-1991
  - Honda Civic SiR (EF9) 1989-1991
    - Cilindrada: 1.595 cc
    - Compresión: 10.2:1
    - Diámetro x carrera: 81 mm (3,19 pulgadas) x 77,4 mm (3,05 pulgadas)
    - Longitud biela: 134 mm (5,3 pulgadas)
    - Relación biela/carrera: 1.745
    - Potencia: 160 CV (118 kilovatios) @ 7,600 rpm
    - Par: 15.5 kgm (152 Nm; 112 lb-ft) @ 4000 rpm
    - Línea roja: 8200 rpm
    - Transmisión: 
      - S1/J1/YS1: Grupo final 4.4, Embrague por cable, LSD opcional para la YS1)
      - Y1: Grupo final 4.266, Embrague por cable, LSD opcional)

    - Código ECU: P-fk1 (Modelo DA6/DA8/EF8), PW0 (Modelos EF8/EF9/DA6)
    - Tipo de cableado: OBD-0

### B16A SIR-II JDM (Segunda Generación)
- Encontrado en:
  - Honda Integra XSi (DA6) 1992-1993
  - Honda Civic Sir/SiRII (EG6) 1991-1994
  - Honda Civic Ferio (EG9) 1991-1993
  - Honda CR-X del Sol SiR (EG2) 1992–1995
  - Honda Civic Sir/SiRII (EK4) 1996-1998
  - Honda Civic Ferio Si (EK4) 1995-1998
    - Cilindrada: 1595 cc
    - Compresión: 10.4:1
    - Diámetro x carrera: 81 mm (3,19 pulgadas) x 77,4 mm (3,05 pulgadas)
    - Longitud biela: 134 mm (5,3 pulgadas)
    - Relación biela/carrera: 1.745
    - Potencia: 170 CV (125 kilovatios) @ 8400 rpm
    - Par: 16 kgm (157 Nm; 116 lb-ft) @ 7200 rpm
    - Accionamiento VTEC: 5800 rpm
    - Línea roja: 8500 rpm
    - Transmisión: YS1/S4C/Y21/S21 (4.4 grupo final, LSD opcional)
    - Código ECU: P30 (EG2/EG6/EG8/EG9), PR3 (DA6)
    - Tipo de cableado: OBD1

### B16A1
- VTEC
- Encontrado en:
  - Honda CR-X Vt (EE8) 1989-1991 (Mercado Europeo)
  - Honda Civic Vt (EE9) 1989-1991 (Mercado Europeo)
    - Cilindrada: 1.595 cc
    - Diámetro x carrera: 81 mm (3,19 pulgadas) × 77,4 mm (3,05 pulgadas)
    - Compresión: 10.2:1
    - Potencia: 150 HP (111,9 kilovatios) @ 7600 rpm
    - Par: 111 lb-ft (150 Nm) @ 7100 rpm
    - Línea roja: 8200 rpm
    - Accionamiento VTEC: 5200 rpm
    - Transmisión: Y2
    - Tipo de Cableado: OBD0
    - Código ECU: PW0

### B16A2
- VTEC
- Encontrado en:
  - Honda Civic VTi (EG9) 1992-1995 (Mercado Europeo)
  - Honda CRX del Sol VTi 1992-1997 (Mercado Europeo)
  - Honda Civic VTi (EG6) 1993-1995 (Mercado Europeo)
  - Honda Civic VTi (EK4) 1996-2000 (Mercado Europeo)
  - Honda Civic Si (EM1) 1999-2000 (Mercado Estadounidense)
  - Honda Civic SiR (EM1) 1999-2000 (Mercado Canadiense)
  - Honda Civic SiR (EK4 Sedan) 1999-2000 (Filipinas)
    - Cilindrada: 1595 cc
    - Diámetro x carrera: 81 mm (3,19 pulgadas) × 77,4 mm (3,05 pulgadas)
    - Compresión: 10.2:1
    - Potencia: 160 HP (119 kilovatios) @ 7600 rpm
    - Par: 111 lb-ft (150 Nm) @ 7000 rpm
    - Transmisión: Y21/ S4c
    - Línea roja: 8000 rpm
    - Límite de revoluciones: 8200 rpm
    - Accionamiento VTEC: 5600 rpm
    - Bloque y culata de aluminio
    - Código ECU: P2T (Japón) P30 (resto de mercados)
    - Código de cableado
      - OBD1 (1992-1995)
      - OBD2A (1996-1998)
      - OBD2B (1999-2000)

### B16A3
- VTEC
- Encontrado en:
  - Honda CRX del Sol VTEC 1994–1995
  - Honda Civic VTi (EG6) 1995 (Brasil)
    - Cilindrada 1,595 cc
    - Potencia 160 HP (119 kilovatios) @ 7,600 rpm
    - Par: 111 lb-ft (150 Nm) @ 7,500 rpm
    - Compresión: 10.2:1
    - Accionamiento VTEC: 5,400 rpm
    - Línea roja: 8,200 rpm
    - Transmisión: Y21

### B16A5
- VTEC
- Encontrado en:
  - Honda Civic Si-RII (EK4) JDM 1996-2000
    - Cilindrada: 1,595 cc
    - Compresión: 10.4:1
    - Potencia: 177 CV (130 kilovatios) @ 7800 rpm
    - Par: 111 lb-ft (150 Nm) @ 7300 rpm
    - Línea roja: 8250 rpm
    - Transmisión: Y21
    - Nota: Solo en los SiR de transmisión automática

### B16A6
- VTEC
- Encontrado en:
  - Honda Civic VTEC (EK) 1996–2000 (Sudáfrica) 
    - Cilindrada: 1,595 cc
    - Compresión: 10.2:1
    - Potencia: 158 HP (118 kilovatios) @ 7800 rpm
    - Par: 111 lb-ft (150 Nm) @ 7000 rpm
    - Transmisión: S4C

### B16B
- Encontrado en:
  - JDM Civic Type R (EK9) 1996–2000
    - Cilindrada: 1595 cc
    - Compresión: 10.8:1
    - Diámetro x carrera: 81 mm (3,19 pulgadas) x 77,4 mm (3,05 pulgadas)
    - Relación biela/carrera: 1.84:1
    - Longitud biela: 142,42 mm (5,6 pulgadas)
    - Potencia: 185 HP (138 kilovatios) @ 8200 rpm
    - Par: 118 lb-ft (160 Nm) @ 7500 rpm
    - Línea roja: 8400 rpm
    - Límite de revoluciones: 9000 rpm
    - Transmisión: S4C con LSD Helicoidal (grupo final 4.4, doble sincronizador en 2.º, 3.º y 4.º velocidad)
    - Accionamiento VTEC: 6200 rpm
    - Código ECU: PCT
    - Tipo de socket de ECU:
      - OBD-2A (modelos 1996-1998)
      - OBD-2B (modelos 1999-2000)

- Nota: Esta mecánica usa el mismo bloque que el Honda Integra Type R (B18C5), que es más alto que el bloque B16A (aproximadamente 17 mm (0,7 pulgadas)), pero con una culata muy similar a la del B16A. Usa bielas más largas para adecuarse a la cilindrada, por el cual su relación biela/carrera es más alta que la de un B16 estándar.

## B18

### B18A
- Encontrado en:
  - Honda Accord Aerodeck LXR-S/LX-S 1986–1989 (Japón)
  - Honda Accord EXL-S/EX-S 1986–1989 (Japón)
  - Honda Vigor MXL-S 1986–1989 (Japón)
    - Cilindrada: 1834 cc
    - Compresión: 9.4:1
    - Diámetro x Carrera: 81 mm (3,19 pulgadas) x 89 mm (3,50 pulgadas)
    - Carburadores dobles
    - Potencia: 100 HP (75 kilovatios) @ 6100 rpm
    - Par: 128 lb-ft (174 Nm) @ 4700 rpm
    - Transmisión: A2N5, E2N5

  - NOTA: El B18A no se considera parte de la serie B por antigüedad. Esta mecánica comparte plataforma con la mecánica B20A.

### B18A1
- Sin VTEC
- Encontrado en:
  - Acura Integra (RS/LS/LS SE/GS/DA9 Liftback/Hatchback/DB1 Sedan) 1990–1993 (Mercado EE. UU.)
  - Acura integra 1994-2001
    - Cilindrada: 1834 cc
    - Compresión: 9.2:1
    - Diámetro x Carrera: 81 mm (3,19 pulgadas) x 89 mm (3,50 pulgadas)
    - Longitud biela: 137,01 mm (5,4 pulgadas)
    - Relación biela/carrera: 1.54
    - Línea roja: 6500 rpm
    - Límite de revoluciones: 6800 rpm
    - Inyección programada
    - Potencia: 
      - Modelo 90-91: 130 HP (97 kilovatios) @ 6000 rpm
      - Modelo 92-93: 145 HP (108 kilovatios) @ 6300 rpm

    - Par:
      - Modelo 90-91: 121 lb-ft (164 Nm) @ 5000 rpm
      - Modelo 92-93: 127 lb-ft (172 Nm) @ 5200 rpm

    - Transmisión: 
      - Modelo 90-91: A1,S1
      - Modelo: 92-93: YS1

### B18B1
- Sin-VTEC
- Encontrado en:
  - Honda Integra RS/LS/SE/GS (DB7/DC4) 1994-2001
  - Honda Integra RS/LS/GS/SE/GSI (DC4/DB7) 1994–2000 (Australia)
  - Honda Domani (MA5) 1992–1996 (Japón)
  - Honda Integra (DB7) 1993–1994 (Japón)
  - Honda Orthia (EL1) 1996–1999
    - Cilindrada: 1834 cc
    - Compresión: 9.2:1
    - Diámetro x Carrera: 81 mm (3,19 pulgadas) x 89 mm (3,50 pulgadas)
    - Longitud biela: 137,01 mm (5,4 pulgadas)
    - Relación biela/carrera: 1.54
    - Potencia: 142 HP (106 kilovatios) @ 6300 rpm
    - Par:  127 lb-ft (172 Nm) @ 5200 rpm
    - Línea roja: 6800 rpm (7200 rpm en el Domani)
    - Límite de revoluciones: 7200 rpm
    - Transmisión: S1/YS1
    - Diferencias en el modelo JDM:
      - La versión de Japón está sellada como "B18B" en el bloque sin número
      - Compresión 9.4:1 (También mayor potencia y par)

### B18C Type R
- VTEC
- Encontrado en:
  - Honda Integra Type R DC2 1996-2001 (Japón)
    - Límite de revoluciones: 8500 rpm
    - Potencia: 200 CV (147 kilovatios) @ 8000 rpm
    - Par: 133 lb-ft @ 7500 rpm
    - Transmisión: S80 con LSD helicoidal
      - J4D (96 Spec: grupo final 4.4)
      - N3E (98 Spec: grupo final 4.785 con/ 1.034 en 4.º y .787 en 5.º)

    - Cilindrada: 1797 cc
    - Compresión: 11.1:1
    - Diámetro x Carrera: 81 mm (3,19 pulgadas) x 87,2 mm (3,43 pulgadas)
    - Longitud biela: 137,9 mm (5,43 pulgadas)
    - Relación biela/carrera: 1.58
    - Accionamiento VTEC: 5600 rpm
    - Código ECU: 
      - P73-003 (96 specR)
      - P73-013 (98 specR)

### JDM B18C
- VTEC
- B18C
- Encontrado en:
  - Honda Integra SiR/SiR II (DB8, DC2) 1995-1998 (Japón)
  - Honda Integra SiR-G (DB8, DC2) 1995-1998 (Japón)
    - Identificación: Tapa de balancines negra con colector de admisión doble anillo
    - Línea roja: 8200 rpm
    - Límite de revoluciones: 8484-8550 rpm (SIR/SIR-G a 8254 rpm)
    - Potencia: 180 CV (132 kilovatios) @ 7200 rpm
    - Par: 128 lb-ft (174 Nm) @ 6200 rpm
    - Cilindrada: 1797 cc
    - Compresión: 10.6:1
    - Diámetro x Carrera: 81 mm (3,19 pulgadas) x 87,2 mm (3,43 pulgadas)
    - Código ECU: P72
    - Accionamiento VTEC: 4500 rpm
    - Transmisión Y80 (Con LSD opcional)

### B18C1
- DOHC VTEC
- Encontrado en:
  - Honda Integra GS-R (DC2/DB8) 1994–2001
    - Cilindrada: 1797 cc
    - Compresión: 10.0:1
    - Diámetro x Carrera: 81 mm (3,19 pulgadas) x 87,2 mm (3,43 pulgadas)
    - Longitud biela: 137,9 mm (5,43 pulgadas)
    - Relación biela/carrera: 1.58
    - Potencia: 170 HP (127 kilovatios) @ 7600 rpm
    - Par: 134 lb-ft (182 Nm; 18.6 kgm) @ 6200 rpm
    - Línea roja: 8200 rpm
    - Corte de inyección: 8500 rpm
    - Accionamiento VTEC: 4400rpm
    - Apertura de segundo anillo: 5800rpm

### B18C2
- DOHC VTEC
- Encontrado en:
  - Honda Integra VtiR 1994–2001 (Mercado Australia/ Nueva Zelanda)
    - Compresión: 10.0:1
    - Cilindrada: 1,797 cc
    - Diámetro x Carrera: 81 mm (3,19 pulgadas) x 87,2 mm (3,43 pulgadas)
    - Potencia: 170 HP (127 kilovatios) @ 7300 rpm
    - Par: 128 lb-ft (174 Nm) @ 6200 rpm
    - Línea roja: 8000 rpm (Fuel cut-off @ 8000 rpm)
    - Accionamiento VTEC: 4400 rpm
    - IAB Engagement: 6000 rpm
    - Transmisión: Y80 (OBD1) - S80 (OBD2)
    - Código ECU: P72

### B18C3
- DOHC VTEC
- Encontrado en:
  - Acura Integra (Mercado de Asia)
    - Cilindrada: 1,797 cc
    - Compresión: 10.8:1
    - Diámetro x Carrera: 81 mm (3,19 pulgadas) x 87,2 mm (3,43 pulgadas)
    - Potencia: 180 CV (132 kilovatios) @ 7600 rpm
    - Par: 112 lb-ft (152 Nm) @ 7500 rpm

### B18C4
- VTEC
- Encontrado en:
  - Honda Civic VTi 5-puertas (MB6) 1996–2000 (Reino Unido)
  - Honda Civic VTi 5-puertas (MB6) 1996–2000 (Europa)
  - Honda Civic 1.8i VTi-S (Limited Edition) 5-puertas (MB6) 1996–2000 (Reino Unido)
  - Honda Civic Aerodeck 1.8i VTi 5-puertas Wagon (MC2) 1996-2000 (Reino Unido)
  - Honda Civic Aerodeck 1.8i VTi 5-puertas Wagon (MC2) 1998–1999 (Europa)
    - Cilindrada: 1797 cc
    - Accionamiento VTEC: 4500-4900 rpm
    - Compresión: 10.0:1
    - Potencia: 169 HP (126 kilovatios) @ 7600 rpm
    - Par: 128 lb-ft (174 Nm) @ 6200 rpm
    - Límite de revoluciones: 8200 rpm
    - Transmisión: S9B (grupo final 4.4 y LSD Torsen)
    - Código ECU: P9K

### B18C5
- VTEC
- Encontrado en: 
  - Acura Integra Type-R (DC2) 1997-2001 (EE. UU. y Canadá)
    - Cilindrada: 1797 cc
    - Compresión: 10.6:1
    - Diámetro x Carrera: 81 mm (3,19 pulgadas) x 87,2 mm (3,43 pulgadas)
    - Longitud biela: 137,9 mm (5,4 pulgadas)
    - Relación biela/carrera: 1.58
    - Potencia: 197 HP (147 kilovatios) @ 8000 rpm
    - Par: 130 lb-ft (176 Nm) @ 7500 rpm
    - Línea roja: 8400 rpm
    - Corte de inyección: 8500 rpm
    - Accionamiento VTEC: 5500 rpm
    - Transmisión: S80 con/LSD

### B18C6
- VTEC
- Encontrado en:
  - Honda Integra 1998–2001 (Reino Unido y Europa, Spec Type R)
    - Cilindrada: 1797 cc
    - Compresión: 11.1:1
    - Diámetro de mariposa: 62 mm (2,4 pulgadas)
    - Diámetro x Carrera: 81 mm (3,19 pulgadas) x 87,2 mm (3,43 pulgadas)
    - Longitud biela: 137,9 mm (5,4 pulgadas)
    - Relación biela/carrera: 1.56
    - Potencia: 192 CV (141 kilovatios) @ 7900 rpm
    - Par: 131 lb-ft (178 Nm) @ 7300 rpm
    - Línea roja: 8400 rpm
    - Límite de revoluciones: 8800 rpm
    - Accionamiento VTEC: 5900 rpm
    - Transmisión: S80 LSD

### B18C7
- VTEC
- Encontrado en:
  - Honda Integra Type R 1999-2001 (Australia)
    - Cilindrada: 1797 cc
    - Compresión: 11.1:1
    - Potencia: 190 CV (140 kilovatios) @ 8200 rpm
    - Par: 127 lb-ft @ 7500 rpm
    - Límite de revoluciones: 8500 rpm
    - Línea roja: 8400 rpm
    - Accionamiento VTEC: 5700 rpm
    - Transmisión: con LSD Helicoidal

## B20

### B20A
- Encontrado en: 
  - Honda CR-V y Honda Orto S-MX 1996–1998 (EE. UU. and Japón)
    - Cilindrada: 1973 cc
    - Potencia: 127 HP (95 kilovatios) @ 6000 rpm
    - Par: 120 lb-ft (180 Nm) @ 4800
    - Longitud biela: 137 mm (5,4 pulgadas)
    - Compresión: 8,8:1
    - Diámetro x Carrera: 84 mm (3,31 pulgadas) x 89 mm (3,50 pulgadas)
    - Línea roja: 8000 rpm
    - Sin sensor de picado de biela

### B20Z/B20Z2
- 1999 - 2001 specs
- Encontrado en: 
  - Honda CR-V como B20Z2 (EE. UU.)
  - Honda Civic y Honda Orthia como B20Z
    - Cilindrada: 1973 cc
    - Potencia: 147 HP (110 kilovatios) @ 6200 rpm
    - Par: 133 lb-ft (180 Nm) @ 5600 rpm
    - Longitud biela: 137 mm (5,4 pulgadas)
    - Compresión: 9.6:1
    - Diámetro x Carrera: 84 mm (3,31 pulgadas) x 89 mm (3,50 pulgadas)
    - Línea roja: 6,800 rpm
    - Con sensor de picado de biela
    - Mecánica de alta compresión

### B20A/B21A2
Para ver más sobre esto consultar B20A.
Los motores B20A3 y B20A5 son los predecesor de la familia B. Todos los motores de la serie B se basaron en el diseño del B20A, pero la mayoría de los componentes del motor no son compatibles. Esta mecánica fue utilizada en carreras serie F3 de honda.

## Transmisiones serie B
Nota: Todas las transmisiones de serie B (de 1992 hacia arriba excepto Prelude) son intercambiables. La carcasa de la YS1 puede tomar las partes internas de la S80 o un kit de conversión hidráulica para operar con el resto de transmisiones hidráulicas de modelos accionados por cable. Sin embargo las partes internas de los modelos A1/S1/J1/Y1 no son intercambiables en el modelo YS1 debido a los diferentes diámetros de eje.

### J1/S1
- Encontrado en:
  - Honda Integra XSI/RSI (DA6)
  - Honda Civic SiR (EF9)
  - Honda CR-X SiR (EF8)
    - Tipo de accionamiento: Cable
    - Relación 1.º: 3.25
    - Relación 2.º: 2.052
    - Relación 3.º: 1.416
    - Relación 4.º: 1.103
    - Relación 5.º: 0.906
      - Relación marcha atrás: 3.000
      - Relación final: 4.400

### A1/S1/YS1
- Encontrado en: 
  - Honda Integra LS/RS/GS (DA) 1990-1993 (EE. UU.)
    - Tipo de accionamiento: Cable
    - Relación 1.º: 3.230
    - Relación 2.º: 1.901
    - Relación 3.º: 1.269
    - Relación 4.º: 0.966
    - Relación 5.º: 0.542
      - Relación marcha atrás: 3.000
      - Relación final:
      - S1/YS1: 4.266
      - A1: 4.400

### Y1
- Encontrado en: 
  - Honda CR-X
  - Honda Civic
    - LSD: opcional
    - Tipo de accionamiento: Cable
    - Relación 1.º: 3.166
    - Relación 2.º: 2.052
    - Relación 3.º: 1.416
    - Relación 4.º: 1.102
    - Relación 5.º: 0.870
    - Relación marcha atrás: 3.000
      - Relación final: 4.268

### Y2
- Encontrado en: 
  - Honda CR-X (Reino Unido)
  - Honda Civic (Reino Unido)
    - LSD: opcional
    - Tipo de accionamiento: Cable
    - Relación 1.º: 3.166
    - Relación 2.º: 2.052
    - Relación 3.º: 1.416
    - Relación 4.º: 1.102
    - Relación 5.º: 0.870
      - Relación marcha atrás: 3.000
      - Relación final: 4.133

### YS1
- Encontrado en: 
  - Honda Integra XSI/RSI (DA6, DA9) 1992-1993
    - Tipo de accionamiento: Cable
    - Relación 1.º: 3.307
    - Relación 2.º: 2.105
    - Relación 3.º: 1.459
    - Relación 4.º: 1.107
    - Relación 5.º: 0.880
      - Relación marcha atrás: 3.000
      - Relación final: 4.400

### S80/N3E
- Encontrado en: 
  - Honda Integra Type-R Spec R 98+
  - LSD: Torsen
    - Tipo de accionamiento: Hidráulico
    - Relación 1.º: 3.230
    - Relación 2.º: 2.105
    - Relación 3.º: 1.458
    - Relación 4.º: 1.034
    - Relación 5.º: 0.787
      - Relación marcha atrás: 3.000
      - Relación final: 4.785

### S80/Y80
- Encontrado en: 
  - SiR-G (Japón)
  - GS-R (no LSD) 94+ (EE. UU.)
    - Tipo de accionamiento: Hidráulico
    - Relación 1.º: 3.231
    - Relación 2.º: 1.923
    - Relación 3.º: 1.431
    - Relación 4.º: 1.034
    - Relación 5.º: 0.787
      - Relación marcha atrás: 3.000
      - Relación final: 4.400

### S9B
- Similar a la S80
- Encontrado en: 
  - Honda Civic MB6 (Europa y Reino Unido)
  - LSD: Helicoidal
    - Tipo de accionamiento: Hidráulico
    - Relación 1.º: 3.230
    - Relación 2.º: 1.900
    - Relación 3.º: 1.360
    - Relación 4.º: 1.034
    - Relación 5.º: 0.848
      - Relación marcha atrás: 3.000
      - Relación final: 4.267 y 4.400

### Y21/Y80/S80/S4C
- Encontrado en:
  - Honda Integra R 96-97 (Japón) (Con LSD)
  - Honda Civic Type EK9 96-97 (Japón) (Con LSD)
  - Honda Civic SiR (EK4, EG6) 1991-2000 (Japón) (LSD opcional)
  - Honda CRX del Sol SiR (EG2) (Japón) (LSD opcional)
  - Honda CRX del Sol VTEC (EG2) (EE. UU.) (LSD opcional)
  - Honda Civic Vti (EG6, EK4, EM1) (Reino Unido)
    - Tipo de accionamiento: Hidráulico
    - Relación 1.º: 3.230
    - Relación 2.º: 2.105
    - Relación 3.º: 1.458
    - Relación 4.º: 1.107
    - Relación 5.º: 0.848
      - Relación marcha atrás: 3.000
      - Relación final: 4.400